# Sotos Stavrakis
Sotos Stavrakis, grekisk skådespelare.

## Roller (i urval)
- (2001) - Kato Apo Ta Asteria
- (2000) - Espresso